# Storgåsen
Storgåsen är en sjö i Rättviks kommun i Dalarna och ingår i Dalälvens huvudavrinningsområde. Sjön har en area på 0,674 kvadratkilometer och ligger 258 meter över havet. Sjön avvattnas av vattendraget Lillälven (Tängerströmmen). Vid provfiske har abborre, gers, gädda och mört fångats i sjön.

## Delavrinningsområde
Storgåsen ingår i det delavrinningsområde (679816-147315) som SMHI kallar för Inloppet i Lillgåsen. Medelhöjden är 332 meter över havet och ytan är 10,04 kvadratkilometer. Räknas de 4 avrinningsområdena uppströms in blir den ackumulerade arean 54,7 kvadratkilometer. Lillälven (Tängerströmmen) som avvattnar avrinningsområdet har biflödesordning 2, vilket innebär att vattnet flödar genom totalt 2 vattendrag innan det når havet efter 323 kilometer. Avrinningsområdet består mestadels av skog (80 procent). Avrinningsområdet har 0,67 kvadratkilometer vattenytor vilket ger det en sjöprocent på 6,6 procent.